# Filialkirche Kathreinkogel

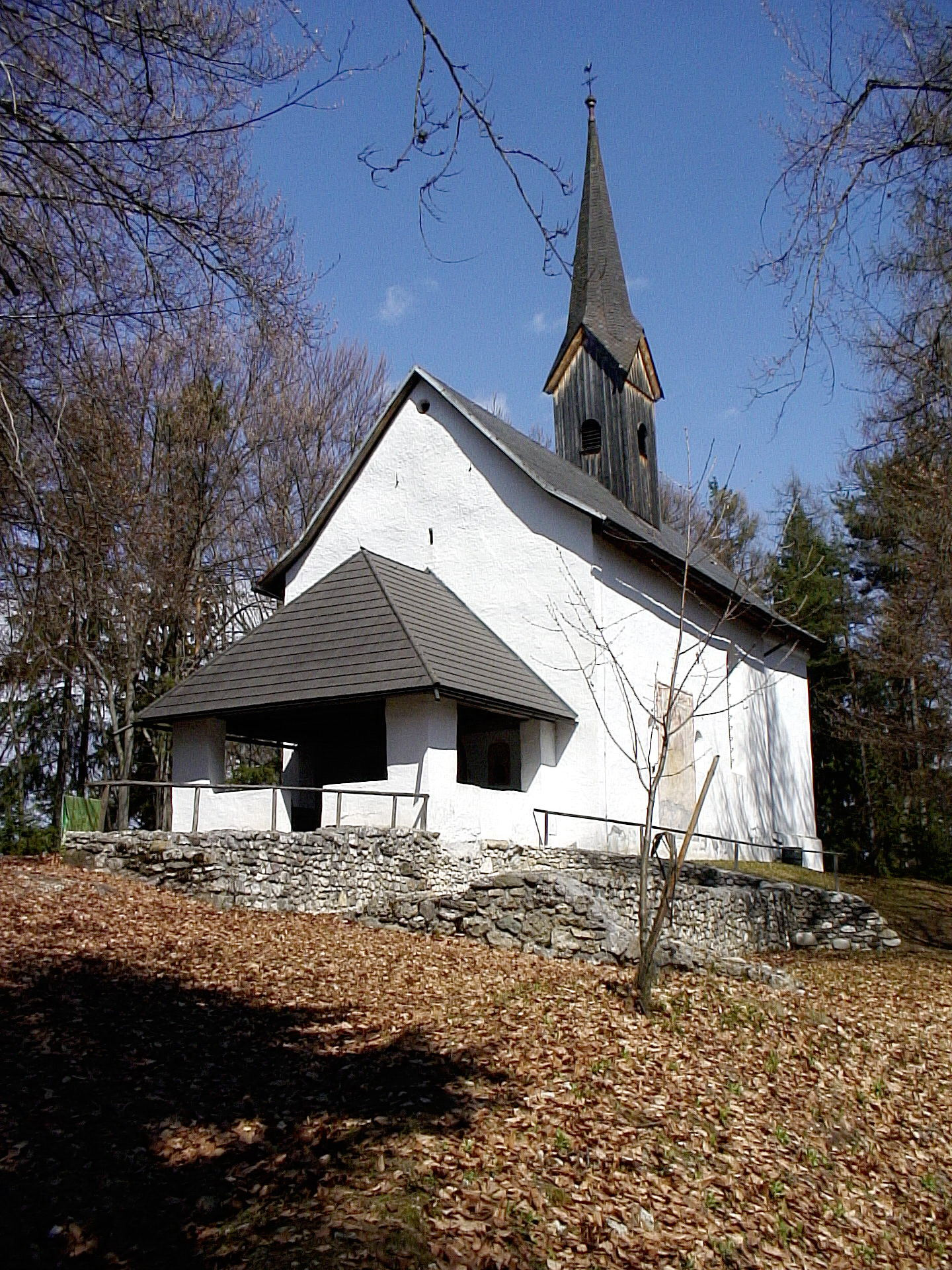

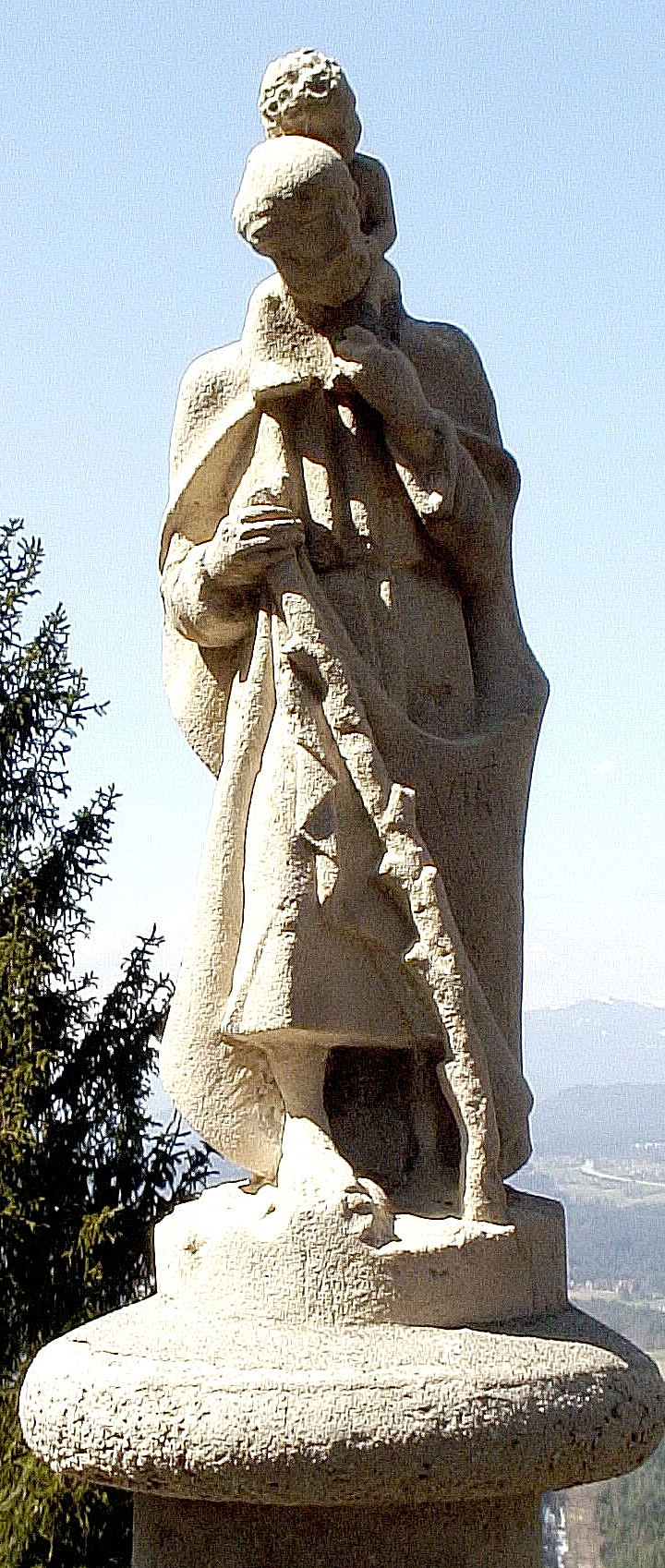
Christophorus-Skulptur von Lobisser

Die römisch-katholische Filialkirche Kathreinkogel steht am Kathreinkogel (772 m ü. A.) in der Gemeinde Schiefling am Wörthersee. Ihre ersten urkundlichen Erwähnungen fand St. Kathrein 1385 und 1507. Die ursprünglich zur Pfarre Keutschach gehörende Kirche ist seit 1772 eine Filiale von St. Egyden. 1990 wurden bei Grabungen unmittelbar vor dem heutigen Hochaltar die Reste des rechteckigen, romanischen Chores und das Fundament des Altares gefunden.
Die kleine Steinfigur des heiligen Christophorus nordöstlich der Kirche schuf 1935 Switbert Lobisser.

## Baubeschreibung
Das Gotteshaus besteht aus einem einschiffigen, romanischen Langhaus und einem spätgotischen Chor mit einem Fünfachtelschluss. Dieser hat große spitzbogige Maßwerkfenster, deren Maßwerk teilweise zerstört ist. Der hölzerne Dachreiter wird von einem Spitzgiebelhelm bekrönt. Das schlichte, gotische Portal an der Nordseite besitzt eine Türe mit gotischen Eisenbeschlägen. Die westliche Vorhalle ist mit Holzschindeln gedeckt. Rechts vom rundbogigen Eingangsportal befindet sich eine Opfernische mit Kielbogenschluss und einem spätgotischen Flechtornament sowie ornamentaler Unterwölbung, links vom Portal ein Wandbild der hl. Katharina. 

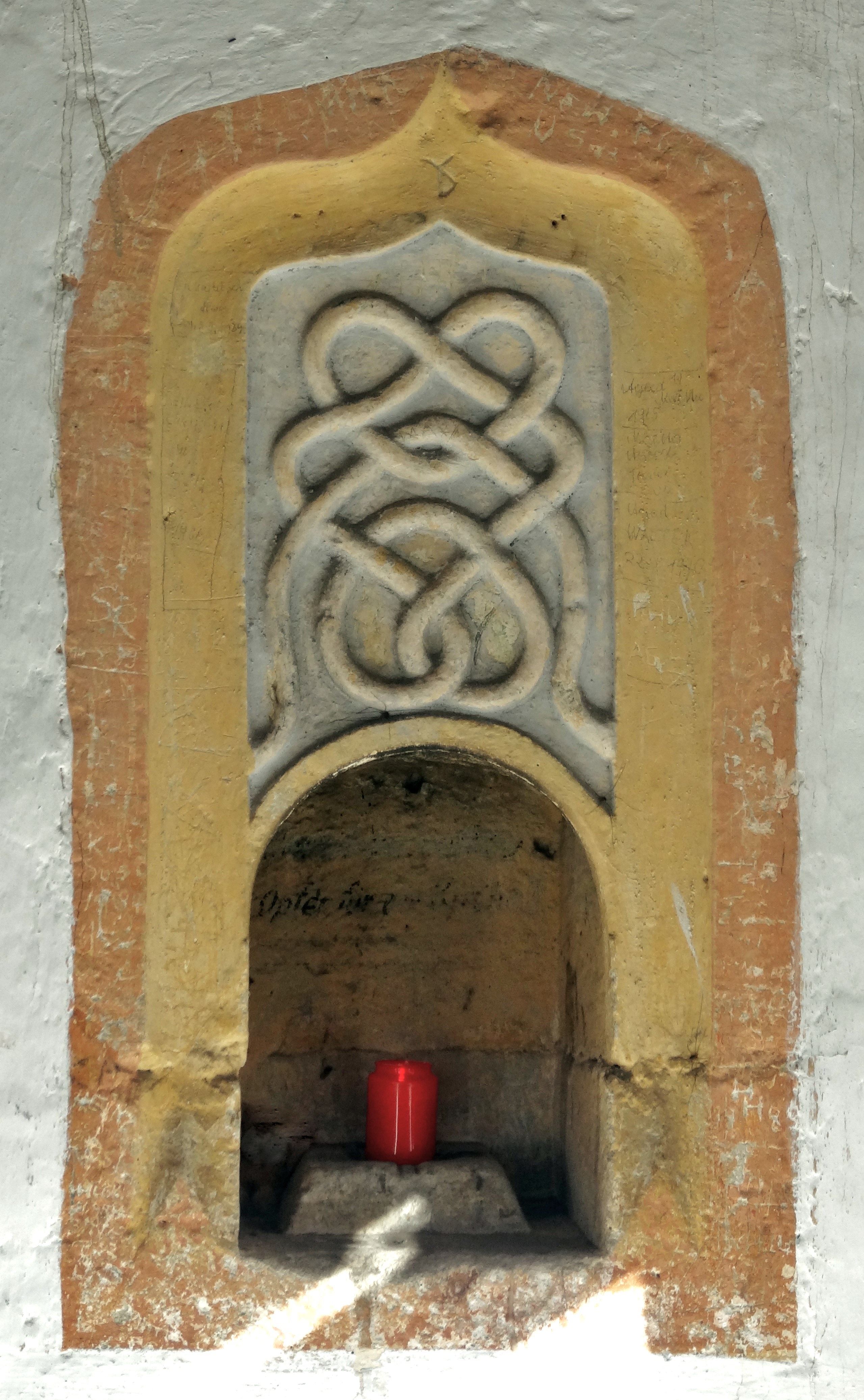
Opfernische in der Außenwand rechts vom Eingangsportal (s. Text)
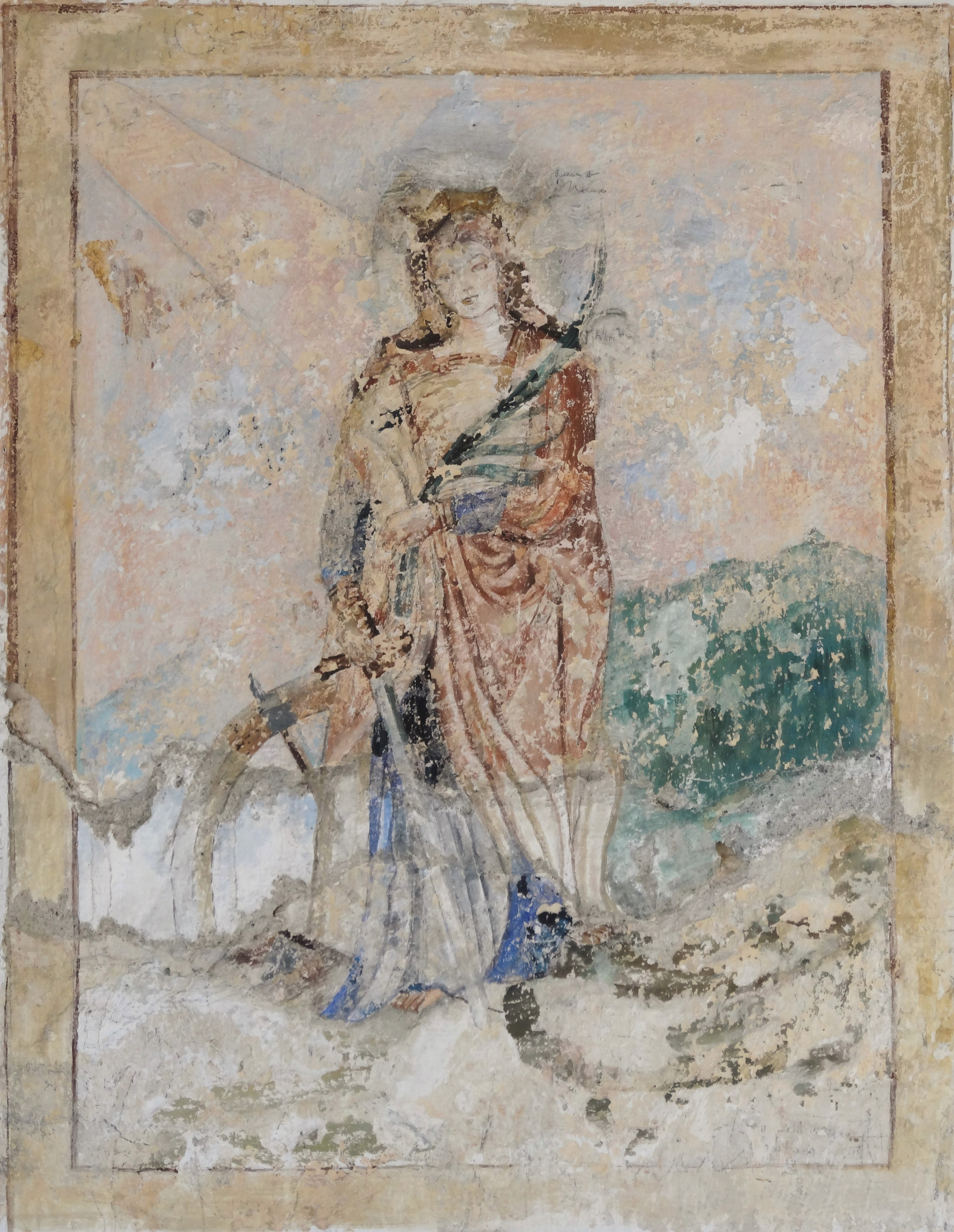
Wandbild der hl. Katharina links vom Eingangsportal

Im Inneren verbindet ein spitzbogiger Triumphbogen das flachgedeckte Langhaus und den Chor mit einem auf Runddiensten und Kopfkonsolen ruhenden Kreuzrippengewölbe. An der Langhausnordwand legte man 1937 ein Fresko aus der zweiten Hälfte des 14. Jahrhunderts mit dem Zug und der Anbetung der Heiligen Drei Könige frei.

## Einrichtung
Der Hochaltar von 1720 mit gedrehten Säulen trägt eine barocke Statue der heiligen Katharina sowie zwei bäuerliche Figuren des heiligen Florian. Das Reliquiar des Hochaltars weist ein Siegel des Lavanter Bischofs Erhard Paumgartner auf.
Der linke Seitenaltar ist aus dem Podest vom Anfang des 18. Jahrhunderts und dem Fragment eines gotischen Spitzbogenfensters zusammengesetzt. Das Altarbild des 17. Jahrhunderts zeigt eine Maria Immaculata.
Der rechte Seitenaltar trägt eine volkstümliche, barocke Figur des heiligen Johannes Nepomuk.